# Мадонна с кроликом
«Мадонна с кроликом» (фр. Vierge au lapin) — картина итальянского живописца Тициана периода Высокого Возрождения, созданная в 1530 году. Находится в Лувре. Картина подписана «Ticianus f.» и названа по белому кролику, которого Мария держит в левой руке. Кролик является символом плодородия и — благодаря своей белизне — чистоты Марии и тайны боговоплощения, а также символом её девственности.

## История создания
Согласно записям, Федерико Гонзага заказал у Тициана три картины в 1529 году. Одну из них с некоторой долей уверенности можно отождествить с «Мадонной с кроликом». Небольшой формат картины показывает, что она предназначалась для частного почитания. Картина также содержит отголоски личных обстоятельств художника того периода: 6 августа 1530 года его жена Чечилия умерла, родив третьего ребёнка, Лавинию, которая затем была доверена сестре Тициана Орсе (так же, как Младенец Христос на картине доверен в руки другой женщины, в данном случае Екатерины Александрийской). По крайней мере до октября того года он был в трауре и меланхолии, о чём свидетельствуют письма, отправленные в Мантую послом Бенедетто Аньелло.
Работа была приобретена вместе с остальной коллекцией Гонзага в 1627 году Карлом I и после его казни продана с аукциона. В 1665 году её приобрели кардинал Ришелье и Людовик XIV.

## Описание и стиль
Екатерина одета как фрейлина и изображена со своим традиционным атрибутом — сломанным колесом у ног. Она и Мария сидят на лугу возле корзины с фруктами, в которой лежат яблоки, символизирующие первородный грех, и виноград, символизирующий Евхаристию и искупление грехов. На заднем плане пастух наблюдает за происходящим — мотив, заимствованный у Джорджоне и, возможно, задуманный как портрет Федерико Гонзага, поскольку рентгеновский снимок показывает, что в первоначальной композиции Мария обратила свой взгляд на пастуха, или на художника, поскольку пастух выглядит печальным и отстраненным, как скорбящий Тициан.
На переднем плане полевые цветы напоминают об идиллическом месте locus amoenus в классической поэзии и аркадских пейзажах, который также встречается в таких работах, как «Пасторальный концерт» или серия картин Baccanali из Феррары. Примечательна и тонкая пейзажная живопись с оранжевыми полосами на голубом небе, характерная для зрелого периода творчества Тициана.